# Arca bouvieri
Arca bouvieri is een tweekleppigensoort uit de familie van de Arcidae. De wetenschappelijke naam van de soort is voor het eerst geldig gepubliceerd in 1874 door Fischer.